# Cleveland
Cleveland är en stad i delstaten Ohio i USA. Cleveland är administrativ huvudort (county seat) i Cuyahoga County. Cleveland grundades 1796 och fick status som stad 1836.
Staden ligger vid Eriesjön och grundades tack vare de gynnsamma transportmöjligheterna vid sjön. Staden har 461 000 invånare i stadskärnan (2003), cirka 2,9 miljoner om hela storstadsregionen räknas.
Universitet i staden är Case Western Reserve University (CWRU) och Cleveland State University (CSU).
Rock and Roll Hall of Fame har sin hemort i Cleveland.
Genom Cleveland rinner den cirka 160 km långa floden Cuyahoga River.
Stadens högsta byggnad är den 289 meter höga Key Tower.

## Sport
- Cleveland Browns - NFL (amerikansk fotboll)
- Cleveland Cavaliers - NBA (basket)
- Cleveland Guardians - MLB (baseboll)